# Geniostoma fagraeoides
Geniostoma fagraeoides là một loài thực vật có hoa trong họ Mã tiền. Loài này được Benth. mô tả khoa học đầu tiên năm 1857.